# Zhang Chongren

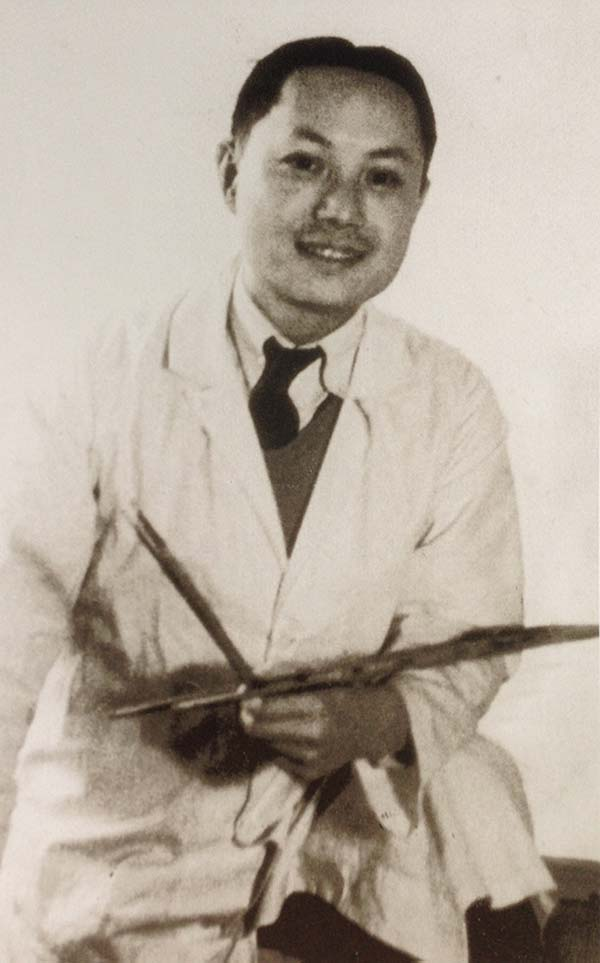
Zhang Chongren

Zhang Chongren (chinesisch 張充仁 / 张充仁, Pinyin Zhāng Chōngrén, W.-G. Chang Ch'ung-jen; * 27. September 1907 in Xuhui, Shanghai, Chinesisches Kaiserreich; † 8. Oktober 1998 in Nogent-sur-Marne, Frankreich), besser bekannt als Tschang Tschong-jen, war ein chinesischer und später französischer Künstler und Bildhauer. Er war ein Freund des belgischen Comiczeichners Hergé, den er während seines Studiums in Brüssel kennenlernte. Hergé zeichnete Zhang in Tim und Struppi.

## Leben

### Kindheit und Jugend
Zhang Chongren wurde am 27. September 1907 in Xujiahui (heute: Xuhui), einem Vorort von Shanghai, geboren. Er verlor seine Eltern im Alter von sieben Jahren und wuchs im französischen Jesuitenwaisenhaus Tou-Se-we (heute: Toushanwan) auf. Dort lernte er Französisch und ging an die Kunstschule des Waisenhauses. 1931 verließ er China und studierte an der Académie royale des Beaux-Arts de Bruxelles in Brüssel.

### Einfluss auf Hergé
Nachdem Hergé das Album Die Zigarren des Pharaos vollendet hatte, begann er mit der Geschichte Der Blaue Lotos. Diese Geschichte bringt Tim und Struppi nach China. Deswegen schrieb der Geistliche der Universität von Leuven, Abbé Gosset, der für die Betreuung der chinesischen Gaststudenten zuständig war, an Hergé, und bat ihn, von einer klischeehaften und rassistischen Darstellung der Chinesen Abstand zu nehmen.
Im Frühjahr 1934 stellte Gosset ihm Zhang Chongren vor. Die beiden jungen Künstler wurden schnell enge Freunde. Zhang half Hergé in Der blaue Lotos und stellte ihm die chinesische Geschichte, Kultur und Zeichentechnik vor. Durch diese Erfahrung arbeitete Hergé in den folgenden Bänden noch genauer. Als Dank für diese Hilfe erschuf Hergé den Charakter Tschang Tschong-jen (frz. Tchang Tchong-jen). Tschang hatte in Tim in Tibet seinen nächsten Auftritt.

### Rückkehr nach China

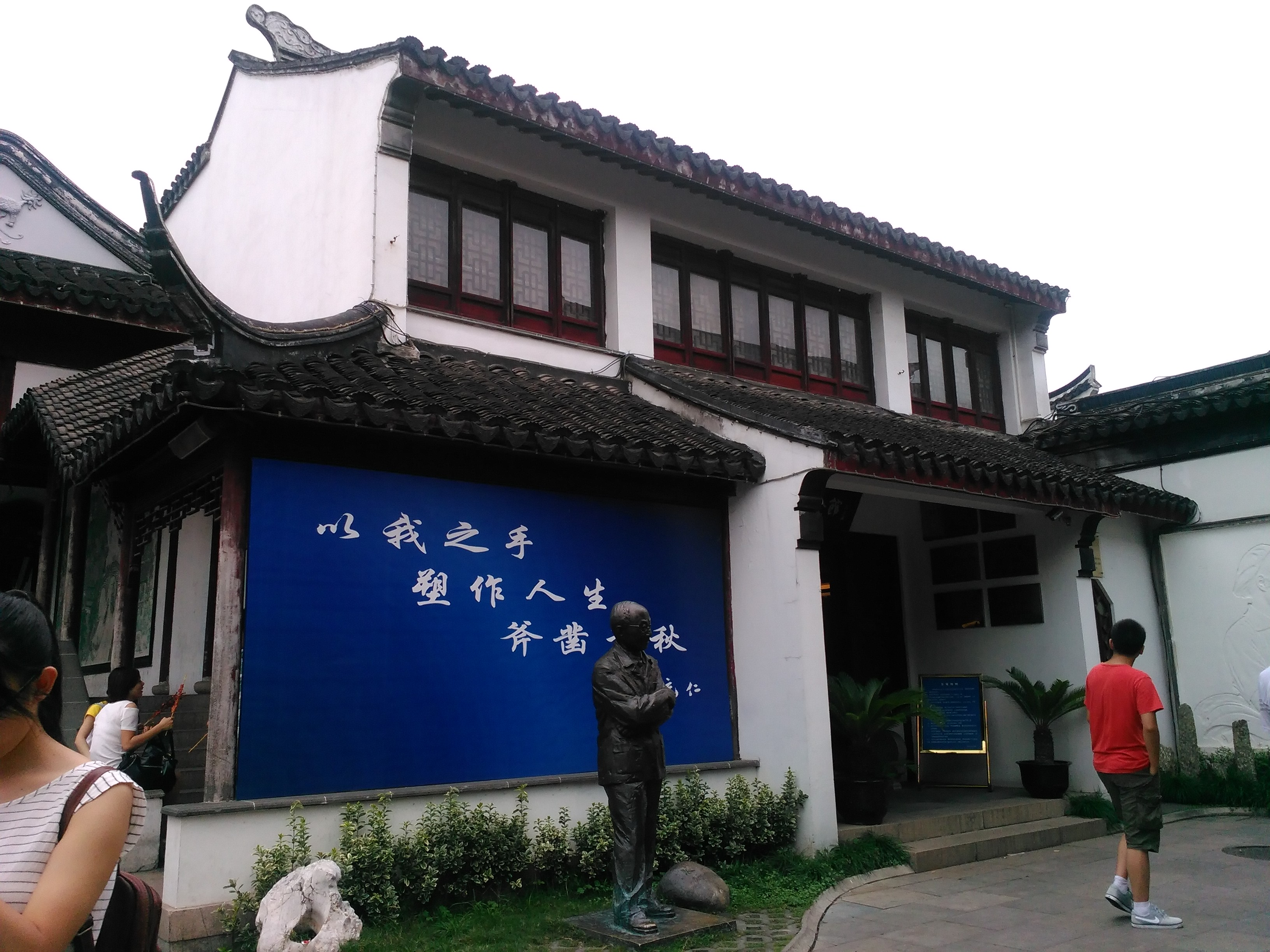
Zhang-Chongren-Gedenkmuseum in Qibao nahe Shanghai

Nachdem Zhang studiert hatte, reiste er 1935 durch Europa, bevor er nach China zurückkehrte. 1936 kam er in Shanghai an und gestaltete seine eigene Ausstellung, in der man seine Zeichnungen und Skulpturen sehen kann. Er gründete das Studio Chongren, um andere zu unterrichten. Nachdem Japan in China eindrang, verloren Zhang und Hergé ihren Kontakt zueinander. Es vergingen mehr als vier Jahrzehnte, bis sich die beiden Freunde wiedersahen. Ende der 1950er Jahre zeichnete Hergé Tim in Tibet, in der der Charakter Tschang zum zweiten Mal auftauchte. Zhang war während der Kulturrevolution Straßenkehrer und wurde in den 1970er Jahren Direktor der Kunsthochschule Shanghai. 1979 war Zhang ein bekannter Künstler und hatte viele Ausstellungen.

### Wiedersehen mit Hergé und die letzten Jahre
Hergé gelang es, mit Zhang wieder Kontakt aufzunehmen, und so sahen sie sich am 18. März 1981 wieder. Zhang erhielt 1989 die französische Staatsbürgerschaft und wohnte seitdem in der Pariser Vorstadt Nogent-sur-Marne, wo er am 8. Oktober 1998 starb.
Kurz darauf wurde Zhang in Qibao, Shanghai, ein Gedenkmuseum gewidmet. Mehrere seiner Werke wurden auch im chinesischen Museum der schönen Kunst in Peking ausgestellt.